# Кардельино, Хуан Даниэль
Хуа́н Даниэ́ль Кардельи́но де Сан-Висенте (исп. Juan Daniel Cardellino de San Vicente; 4 марта 1942, Монтевидео — 8 сентября 2007, Монтевидео) — уругвайский футбольный судья. Один из лучших футбольных арбитров мира 1980-х годов.

## Биография
Хуан Кардельино дебютировал в чемпионате Уругвая в 1975 году, а в 1976 году получил статус арбитра ФИФА. Среди основных вех в карьере Кардельино значатся обслуживание четырёх финалов Кубка Либертадорес, матчей чемпионатов мира 1982 (включая полуфинал) и 1990 гг., четырёх розыгрышей Кубка Америки.
В 1991 году Хуан Кардельино завершил карьеру арбитра, некоторое время возглавлял AUDAF (Asociación Uruguaya de Árbitros de Fútbol) — Ассоциацию футбольных арбитров Уругвая.
Кардельино умер после продолжительной болезни в сентябре 2007 года. У Хуана были жена — Элида Аречичу де Кардельино, дети — Марианелья Кардельино, Хуан Кардельино и Лаура Бональя, внуки — Мелина и Белен Кардельино Бональя, сёстры и брат — Алисия, Сульма и Фернандо.

## Карьера
Судил следующие матчи:
- Финал Кубка Либертадорес 1979 года (ответный)
- Межконтинентальный кубок 1979 года (ответный)
- Полуфинал чемпионата мира 1982 года ( Польша —  Италия)
- Финал Кубка Либертадорес 1984 года (первый)
- Финал Кубка Либертадорес 1986 года (первый)
- Финал Кубка Либертадорес 1990 года (первый)

Турниры:
- Чемпионат мира среди молодёжных команд 1979 (1 игра)
- Чемпионат мира среди молодёжных команд 1985 (2 игры)
- Олимпийские игры 1988 (2 игры)
- Чемпионат мира 1982 (2 игры, включая полуфинал)
- Чемпионат мира 1990 (1 игра)
- Кубок Америки 1979 (1 игра)
- Кубок Америки 1983 (2 игры)
- Кубок Америки 1987 (1 игра)
- Кубок Америки 1989 (2 игры)